# Louis Vereecke
Louis Vereecke, C.Ss.R.  (Tourcoing, França, 1920 — 2012) foi um sacerdote, religioso e teólogo católico. É reconhecido como um dos principais autores no campo da Teologia Moral.

## Biografia
Nascido em 25 de março de 1920 em Tourcoing, cidade ao norte da França. Louis Vereecke, filho único de uma família muito simples. O pai era carpinteiro, enquanto a mãe trabalhava em tecidos. Aos 12 anos, ingressou no postulado redentorista em Mouscron, Bélgica, onde cursou o ensino médio. Em 1938, aos 18 anos, iniciou o noviciado e, em 8 de setembro de 1939, fez a profissão temporária de votos religiosos. Esse período de formação da vida do padre Vereecke coincidiu com os eventos da Segunda Guerra Mundial (1939-1945). Em 20 de setembro de 1942, ele fez a profissão de votos perpétuos e, dois anos depois, aos 24 anos, foi ordenado sacerdote, em 12 de julho de 1944, pelo futuro Cardeal Paul-Marie-André Richaud (1887-1968).
Em outubro de 1945, quando a II Guerra Mundial terminou, foi chamado para prestar serviço militar em Angers como tradutor de soldados alemães no campo de prisioneiros de Thorée-les-Pins. Depois de concluir o serviço em 1946, ele retomou seus estudos, obtendo o mestrado em teologia na Université Catholique de Paris e depois um doutorado em teologia em 1949 na Pontifícia Universidade Gregoriana de Roma com a tesi: Conscience morale et loi humane selon Gabriel Vazquez. No ano seguinte, participou de cursos na École Pratique des Hautes Études, na Sorbonne, em Paris.
Foi Professor Ordinário de História da Moral moderna na Academia Alfonsiana (Roma) de 1950 a 1989, onde foi Presidente de 1983 a 1989. Foi Professor Convidado na Gregoriana e na Pontifícia Universidade Santo Tomás (Roma). Foi autor de numerosos artigos, em enciclopédias e obras colectivas. Foi consultor da Congregação para a Doutrina da Fé de 1976 a 1992. Morreu em 2012.
É autor da célebre obra de história da teologia moral De Guillaume d'Ockam à saint Alphonse de Liguori: Études d'histoire de la théologie morale moderne 1300-1787.

## Obra
- De Guillaume d'Ockam à saint Alphonse de Liguori: Études d'histoire de la théologie morale moderne 1300-1787